# Brentwood (Essex)

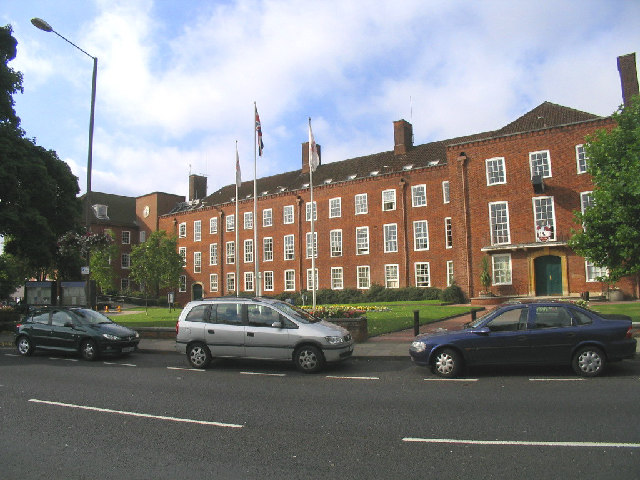
Rathaus von Brentwood

Brentwood ist eine Stadt im Süden von Essex in England, Vereinigtes Königreich. Sie ist etwa 25 km von London entfernt. Brentwood ist mit dem 2,125 Hektar großen Waldgebiet der ehemaligen Warley Hall ein Teil des Grüngürtels von London und hat insgesamt 44.800 Einwohner. Sie bildet einen großen Teil des Verwaltungsbezirkes Borough of Brentwood von Essex.
Brentwood ist Sitz des römisch-katholischen Bistums Brentwood. Die Kathedrale St. Mary and St. Helen wurde 1989 bis 1991 nach Plänen des Architekten Quinlan Terry im neoklassischen Stil mit Elementen der italienischen Renaissance und des englischen Barock errichtet.

## Infrastruktur
Die Stadt ist über die M25, die A12 und A127 erreichbar. Die Londoner Flughäfen Gatwick und Heathrow sind über eine Autostunde entfernt, der Flughafen Stansted nur eine halbe. Der städtische Bahnhof an der Great Eastern Main Line verbindet Brentwood mit der Liverpool Street Station in London in nur 35 Minuten. Es bestehen auch etliche Busanbindungen.

## Geschichte
In der Stadt wurde eine Axt aus der Bronzezeit gefunden. Auch die Sachsen waren hier ansässig. Gegründet wurde die Stadt im 12. Jahrhundert. 1227 hat Henry III. der Stadt das Marktrecht verliehen. Aus dem 12. Jahrhundert ist die Ruine der im Auftrag von Thomas Becket erbauten Kathedrale erhalten. Sie diente als Hospiz für Pilger nach Canterbury. Während des Bauernaufstands von 1381 war Brentwood der Treffpunkt der Aufständischen. Die Einwohnerzahl hat sich zwischen 1800 und 1841 von 1007 auf über 2300 mehr als verdoppelt. 1901 zählte der Ort 4932 Einwohner.

## Sport
Im Brentwood Centre werden als wichtige Ranglistenturniere im Snooker seit 2022 die English Open ausgetragen.

## Persönlichkeiten
- Ellen Willmott (1858–1934), Pflanzensammlerin und Photographin ist in Brentwood Cathedral begraben
- Arthur Jephson (1859–1908), Afrikaforscher und Abenteurer
- Wogan Philipps, 2. Baron Milford (1902–1993), Politiker, Künstler und Bauer
- George Cansdale (1909–1993), Zoologe, Sachbuchautor und Fernsehmoderator
- David Irving (* 1938), Geschichtsrevisionist
- Tim Boswell, Baron Boswell of Aynho (* 1942), Politiker (Conservative Party)
- Sonja Kristina (* 1949), Sängerin
- Douglas Adams (1952–2001), Schriftsteller
- William Shimell (* 1952), Opernsänger und Filmschauspieler
- Nicholas Farrell (* 1955), Film- und Fernsehschauspieler
- Stephen Moyer (* 1969), Schauspieler
- Sarah Kane (1971–1999), Dramatikerin
- Jodie Marsh (* 1978), Model
- Leanne Rowe (* 1982), Schauspielerin
- Ollie Allen (* 1986), Fußballspieler
- Flynn Downes (* 1999), Fußballspieler